# Cell Press
Cell Press és una editorial estatunidenca de revistes científiques que abasten diversos àmbits de la biologia i disciplines afins. Els seus orígens es remunten al llançament de la que avui en dia és la seva revista insígnia, Cell, per Benjamin Lewin, el 1974. Dotze anys més tard, Lewin adquirí els drets de la revista a MIT Press i fundà Cell Press. Des del 1999 forma part d'Elsevier. El seu catàleg abasta més de 50 revistes, algunes de les quals es publiquen en col·laboració amb societats científiques. La seva missió declarada és inspirar «futures direccions de recerca mitjançant la promoció i el suport als acadèmics i els professionals de totes les disciplines científiques […]».